# 基谢切特
基谢切特，是匈牙利诺格拉德州所辖的一个村。总面积8.62平方公里，总人口178，人口密度20.6人/平方公里（2011年1月1日）。